# Agencia Nacional de Policía (Japón)
La Agencia Nacional de Policía (警察庁 Keisatsu-chō?) es un organismo administrativo de la Comisión Nacional de Seguridad Pública de la oficina del Gabinete de Japón, y es la agencia coordinadora de las fuerzas policiales de Japón.
A diferencia de otros cuerpos, como la Oficina Federal de Investigación estadounidense, la ANP no tiene ninguna unidad operativa propia, su rol es determinar los estándares generales de la policía, aunque en emergencias nacionales o en catástrofes de gran escala la agencia está autorizada para tomar el mando de las fuerzas policiales de cada prefectura.

## Organización

### Oficinas internas

#### Oficina de seguridad comunitaria
La Oficina de seguridad comunitaria (生活安全局 Seikatsu Anzen-kyoku?) es la responsable de la prevención del crimen, combatir la delincuencia juvenil y controlar la polución.
Esta oficina se origión de la División de Seguridad de la Oficina de Asuntos Criminales en 1994.
- División de Planificación de Seguridad Comunitaria (生活安全企画課?)
- División de Asuntos Policiales de la Comunidad (地域課?)
- División Juvenil (少年課?)
- División de Seguridad (保安課?)
- División de Cibercrimen (情報技術犯罪対策課?)
- Director de Investigación de Crímenes Económicos (生活経済対策管理官?)

#### Oficina de asuntos criminales
La Oficina de Asuntos Criminales (刑事局 Keiji-kyoku?) tiene la responsabilidad de recopilar y coordinar las investigaciones criminales de importancia nacional e internacional.
- División de Planificación de Asuntos Criminales (刑事企画課?)
- Primera División de Investigación (捜査第一課?)
- Segunda División de Investigación (捜査第二課?)
- Director de Apoyo de la Inteligencia Criminal (捜査支援分析管理官?)
- Directo de Identificación Criminal (犯罪鑑識官?)
- Departamento de Crimen Organizado (組織犯罪対策部?)
- División de Planificación del Crimen Político Organizado (組織犯罪対策企画課?)
- División de Crimen Organizado Japonés (暴力団対策課?)
- División de Drogas y Armas (薬物銃器対策課?)
- Director de Operaciones de Investigación Internacional (国際捜査管理官?)

#### Oficina de tráfico
La Oficina de tráfico (交通局 Kōtsū-kyoku?) es la responsable de la política y las regulaciones sobre tráfico. Esta oficina se originó a partir de la Oficina de Seguridad (保安局 Hoan-kyoku?) (más tarde fusionada con la Oficina de Asuntos Criminales; predecesora de la Oficina de Seguridad Comunitaria) en 1962 debido al creciente número de muertes en accidentes.
- División de Planificación de Tráfico (交通企画課?)
- División de Aplicación de Tráfico (交通指導課?)
- División de Administración y Control de Tráfico (交通規制課?)
- División de Licencias (運転免許課?)

#### Oficina de seguridad
La Oficina de Seguridad (警備局 Keibi-kyoku?) es la encargada de los asuntos internos de seguridad, como la contra-inteligencia, contra-terrorismo o respuesta en caso de catástrofes.
- Divisiones directas:
  - División de Planificación de Seguridad (警備企画課?)
  - División de Seguridad Pública (公安課?)
  - División de Seguridad (警備課?)
- Departamento de Inteligencia y Asuntos Externos (外事情報部?)
  - División de Asuntos Externos (外事課?)
  - División de Contraterrorismo Internacional (国際テロリズム対策課?)

#### Oficina de info-comunicaciones
La Oficina de Info-comunicaciones (情報通信局 Jōhō Tsūshin-kyoku?) supervisa y combate el ciberterrorismo.
- División de Planificación de Info-Comunicaciones (情報通信企画課?)
- División de Sistemas de Información (情報管理課?)
- División de Comunicaciones e Instalaciones (通信施設課?)
- División de Crímenes de Alta Tecnología (情報技術解析課?)

### Oficinas, departamentos y ramas locales

#### Oficinas de policía regionales
Existen siete oficinas regionales de policía (管区警察局?), cada una de ellas es responsable de las prefecturas tal como se detalla a continuación:
Oficina de Policía de la Región de Tohoku (東北管区警察局 Tōhoku Kanku Keisatsu-kyoku?)
Prefecturas: Aomori, Iwate, Miyagi, Akita, Yamagata y Fukushima.
Oficina de Policía de la Región de Kanto (関東管区警察局 Kantō Kanku Keisatsu-kyoku?)
Prefecturas:Ibaraki, Tochigi, Gunma, Saitama, Chiba, Kanagawa, Niigata, Yamanashi, Nagano y Shizuoka.
Oficina de Policía de la Región de Chubu (中部管区警察局 Chūbu Kanku Keisatsu-kyoku?)
Prefecturas: Toyama, Ishikawa, Fukui, Gifu, Aichi y Mie.
Oficina de Policía de la Región de Kinki (近畿管区警察局 Kinki Kanku Keisatsu-kyoku?)
Prefecturas: Shiga, Kyoto, Osaka, Hyogo, Nara y Wakayama.
Oficina de Policía de la Región de Chugoku (中国管区警察局 Chūgoku Kanku Keisatsu-kyoku?)
Prefecturas: Tottori, Shimane, Okayama, Hiroshima y Yamaguchi.
Oficina de Policía de la región de Shikoku (四国管区警察局 Shikoku Kanku Keisatsu-kyoku?)
Prefecturas: Tokushima, Kagawa, Ehime y Kochi.
Oficina de Policía de la Región de Kyushu (九州管区警察局 Kyūshū Kanku Keisatsu-kyoku?)
Prefecturas: Fukuoka, Saga, Nagasaki, Kumamoto, Oita, Miyazaki, Kagoshima y Okinawa.
Las sedes de cada oficina están localizadas en las ciudades más grandes de cada región. El Departamento de Policía Metropolitana de Tokio y los cuarteles de la policía de la prefectura de Hokkaido están excluidos de la jurisdicción del resto de las OPR (Oficinas de Policía Regional). Encabezados por un Comisario Senior, cada OPR ejerce el control y la supervisión necesaria, además de proporcionar apoyo a las oficinas de policía de las prefecturas bajo su región, a la vez que están bajo la autoridad del Comisionado General de la ANP. Adscritas a cada oficina de policía regional hay una Escuela Regional de Policía que provee al personal policial la educación y el entrenamiento requerido por los oficiales así como otros cursos de especialización.

#### Departamentos de Comunicaciones de la Policía
El Tokio metropolitano y las islas de Hokkaido están exentas de la jurisdicción regional y funcionan de manera autónoma en comparación a otras fuerzas locales. En el caso de Tokio, por su situación especial devenida de su característica urbana; y en el caso de Hokkaido, por su distinción geográfica. La Agencia Nacional de Policía mantiene divisiones de comunicación policial en estas dos áreas para ayudar a la coordinación necesaria entre las fuerzas nacionales y locales. En otras áreas, los Departamentos de Comunicación de la Policía están establecidos en cada Oficina Regional de Policía.
- Departamentos de Comunicación Independientes:
  - Departamento de Info-Comunicaciones de la Policía Metropolitana de Tokio (東京都警察情報通信部 Tōkyō-to Keisatsu Jōhō Tsūshin-bu?)
  - Departamento de Info-Comunicaciones de la Policía de Hokkaido (北海道警察通信情報部 Hokkaidō Keisatsu Tsūshin Jōhō-bu?)

### Órganos subsidiarios
- Academia Nacional de Policía (警察大学校 Keisatsu Dai-gakkō?)
- Instituto de Investigación y Ciencia Policial (科学警察研究所 Kagaku Keisatsu Kenkyū-sho?)
- Cuarteles de la Guardia Imperial (皇宮警察本部 Kōgū-Keisatsu Honbu?)

#### Guardia Imperial
En 1947 los cuarteles de la Guardia Imperial (皇宮警察本部 Kōgū-Keisatsu Honbu?) fueron creados bajo el control del Ministerio del Hogar (el entonces Ministerio del Interior japonés) del gabinete ministerial imperial. Esta institución se convirtió en parte de la Agencia Nacional de Policía en 1957. Provee personal para la seguridad del Emperador, el Príncipe Heredero y otros miembros de la familia imperial de Japón, así como la protección necesaria a las propiedades imperiales, incluyendo el Palacio Imperial de Tokio, el Palacio Imperial de Kioto, la Villa Imperial de Katsura, la Villa Imperial de Shugakuin (en Kioto, al igual que la anterior), el Repositorio Imperial de Shosoin en Nara y las villas imperiales de Hayama, Kanagawa y Nasu, Tochigi.